# Jakubova hůl

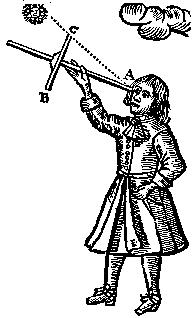
Použití Jákobovy hole: přímka AB je v rovině horizontu, AC protíná pozorované těleso

Jakubova hůl nebo Jákobova hůl je jednoduchý přístroj pro měření úhlů a historická navigační a astronomická pomůcka, která funguje na principu podobnosti trojúhelníků. Sestává z tyče se stupnicí a kolmým posuvným břevnem.
Při měření se přiloží konec tyče k oku a přístroj se nastaví tak, aby oba měřené body byly na koncích posouvaného břevna. Změřený úhel se odečte na stupnici a je dán polohou posuvného břevna v okamžiku změření. Jakubova hůl je použitelná pro měření úhlové výšky nebeských těles nad obzorem, například při astronavigaci, ovšem Slunce je pro přímé pozorování příliš jasné.
Jákobovu hůl popsal snad již v 11. století čínský polyhistor Šen Kua, v Evropě ve 14. století židovský matematik Levi ben Geršom. Její jméno pochází od jihofrancouzského židovského astronoma Jákoba ibn Tibbona (1236–1304), kterému byl vynález tradičně připisován. Ke stejnému účelu byl již od starověku používán složitější astroláb, od 18. století se rozšířil přesnější sextant.